# Grande ammiraglio
Grande ammiraglio, grandammiraglio o grand'ammiraglio è un grado militare o un titolo onorifico in uso in molte marine militari del mondo. I nomi relativi a questo rango variano di molto a seconda delle nazioni che lo utilizzano giungendo a usare anche ammiraglio della marina e ammiraglio della flotta.

## Austria-Ungheria
Anton Haus, comandante della marina austro-ungarica durante la prima guerra mondiale, ottenne il titolo di Großadmiral nel 1916. Nessun altro membro della marina imperiale, ad eccezione di alcuni membri della famiglia imperiale, ottenne questo titolo in servizio, in quanto il suo immediato successore, Maximilian Njegovan, venne promosso al grado di Großadmiral dopo essersi ritirato nel 1918.
| Immagine | Nome (nato - morto)                             | Conferimento     |
| -------- | ----------------------------------------------- | ---------------- |
|          | Anton Haus (1851–1917)                          | 12 maggio 1916   |
|          | Principe Enrico di Prussia (1862–1929)          | 9 ottobre 1916   |
|          | Imperatore Carlo I d'Austria (1887–1922)        | 1 novembre 1916  |
|          | Imperatore Guglielmo II di Germania (1859–1941) | 22 febbraio 1917 |

## Germania
Nella Marina imperiale tedesca, e successivamente nella Kriegsmarine, il grado di Großadmiral era equivalente al grado di ammiraglio della flotta della Royal Navy o di ammiraglio della flotta degli Stati Uniti. I segni distintivi della dignità della carica erano il bastone e la bandiera di Großadmiral. Il grado, istituito nel 1900 venne abolito nel 1945. Il grado inferiore era Generaladmiral.

### Impero tedesco
Il grado di Grande Ammiraglio venne istituito come omologo del grado di Feldmaresciallo generale dell'Esercito in concomitanza con il zweiten Flottengesetz del 14 giugno 1900, che prevedeva il massiccio armamento della marina e la creazione di una flotta d'alto mare. Il primo ufficiale detentore del nuovo grado fu Hans von Koester il 28 giugno 1905, allo stesso tempo ispettore generale (capo di stato maggiore) e, dal 1903, capo del «Kommandos der aktiven Schlachtflotte», ossia la flotta da battaglia costantemente pronta all'azione, ricevendo quest'ultimo incarico solo l'anno successivo dopo essere stato sostituito come capo di stato maggiore. Il successore di Koester in questo comando, il principe Enrico di Prussia, fu promosso al grado di Großadmiral nel 1909 e nel 1916 ricevette, a titolo onorario, anche quello di Großadmiral dell'Impero Austro-Ungarico. Henning von Holtzendorff era capo di stato maggiore quando venne nominato Großadmiral nel 1918.

Bandiera del Reichsmarineamt

Il grado era legato all'esercizio dell'autorità di comando ad eccezione di Alfred von Tirpitz, che non fu mai a capo della flotta, ma  ricopriva la carica di segretario di stato del Reichsmarineamt (RMA) il Ministero della Marina dell'Impero tedesco. Il Kaiser e il Gabinetto della Marina appoggiarono Tirpitz e, nel 1909, lo elevarono al di sopra dei capi degli altri dipartimenti della Marina Imperiale nominandolo Grande Ammiraglio. Gli fu conferito solo il “grado e titolo di Grande Ammiraglio” e ermesso di battere solo la bandiera di segretario di stato. In questo contesto Tirpitz rappresentava il precedente per i “marescialli amministrativi” della Wehrmacht, ai quali non veniva assegnato il grado, come altrimenti era consuetudine, sulla base di operazioni di combattimento vittoriose, ma in relazione ad un ufficio amministrativo: Questi furono: Werner von Blomberg nel 1936 Ministro della Guerra del Reich, Wilhelm Keitel nel 1940 come Capo dell'Alto Comando della Wehrmacht ed Erhard Milch nel 1940 come Segretario di Stato presso il Reichsluftfahrtministerium, il Ministero dell'aviazione del Reich.
Prima e durante la prima guerra mondiale, i seguenti ufficiali della Kaiserliche Marine, e a titolo onorario, i seguenti sovrani europei ricevettero il titolo di Großadmiral:
| Immagine | Nome (nato–morto)                             | Conferimento     | note     |
| -------- | --------------------------------------------- | ---------------- | -------- |
|          | Re Edoardo VII del Regno Unito (1851–1910)    | 26 giugno 1902   | onorario |
|          | Hans von Koester (1844–1928)                  | 28 giugno 1905   |          |
|          | Re Oscar II di Svezia (1829–1907)             | 13 luglio 1905   | onorario |
|          | Prince Principe Enrico di Prussia (1862–1929) | 4 settembre 1909 |          |
|          | Alfred von Tirpitz (1849–1930)                | 27 gennaio 1911  |          |
|          | Henning von Holtzendorff (1853–1919)          | 31 luglio 1918   |          |

### Repubblica di Weimar
Nella Reichsmarine della Repubblica di Weimar il grado di Grande Ammiraglio non venne mai assegnato e il grado più alto per gli ufficiali di marina era quello di ammiraglio.

### Germania nazista
Nel 1935, il nome ufficiale delle forze navali del Reich tedesco fu cambiato in Kriegsmarine come parte del riarmo della Wehrmacht nazionalsocialista. Il 20 aprile 1936 venne istituito per il Comandante in Capo della Marina il grado di Ammiraglio generale, omologo al Colonnello generale dell'esercito, grado inferiore solo al ministro della Guerra del Reich, il Feldmaresciallo generale Werner von Blomberg.
Questa gerarchia fu modificata dopo la scandalo Fritsch-Blomberg nel febbraio 1938, che portò al licenziamento di Blomberg e al trasferimento delle competenze del Ministero della Guerra del Reich al nuovo Alto comando della Wehrmacht, con Hitler che prese il comando generale di tutte le forze armate. Già nel 1935 Hitler aveva preso in considerazione la possibilità di nominare Grande ammiraglio il Comandante in Capo della Marina, ma poiché l'ordinamento gerarchico del 1936 non lo avrebbe consentito, seguì il suggerimento dell'ammiragio Raeder di introdurre il grado di ammiraglio generale. Con il nuovo ordinamento gererchico del 1938, Raeder fu promosso Grande Ammiraglio il 1º aprile 1939.
Nel 1940 venne istituito il grado di Reichsmarschall (Maresciallo dell'Impero) il più alto grado delle forze armate della Germania nazista durante la seconda guerra mondiale, dopo la carica di comandante supremo occupata da Adolf Hitler. L'unico a esserne insignito fu Hermann Göring, numero due del regime nazista e comandante in capo della Luftwaffe.
Prima e durante la seconda guerra mondiale, i seguenti ufficiali della Kriegsmarine ricevettero la nomina di Großadmiral:
| Immagine | Nome (nato–morto)        | Conferimento    |
| -------- | ------------------------ | --------------- |
|          | Erich Raeder (1876–1960) | 1 aprile 1939   |
|          | Karl Dönitz (1891–1980)  | 30 gennaio 1943 |

Il 30 gennaio 1943 il nuovo comandante in capo della marina Karl Dönitz fu promosso Großadmiral in sostituzione di Erich Raeder senza essere mai stato nominato Generaladmiral. Il 1º maggio 1945 dopo che Dönitz divenne capo dello stato a seguito del suicidio di Hitler il Comando supremo della marina tedesca venne assunto dal Generaladmiral Hans-Georg von Friedeburg  fino alla fine della guerra, firmando  per conto dell'Oberkommando der Marine l'atto di resa della Germania, togliendosi la vita nei giorni seguenti con una capsula di cianuro.
In seguito al suicidio di Hans-Georg von Friedeburg il 23 maggio 1945 venne nominato  dagli Alleati comandante ad interim della Marina l'ammiraglio generale Walter Warzecha, quale responsabile della smobilitazione delle forze navali tedesche fino al 22 luglio 1945 data dello scioglimento dell'Oberkommando der Marine.
Dopo il 1946 il grado e l'ordine persero la loro validità ufficiale. Karl Dönitz usò la frase «Grandammiraglio in pensione» sia nelle sue memorie che nella sua carta intestata.
Il grado non è più previsto nella struttura dei gradi della Bundeswehr e non esiste un grado equivalente. Il grado più alto della Deutsche Marine è ammiraglio, mentre la carica più alta delle forze armate tedesche è Ispettore generale della Bundeswehr, ricoperta in due occasioni da un ufficiale della Marina tedesca.

## Italia
Grande ammiraglio era, durante il ventennio fascista in Italia, un titolo onorifico da conferire agli ufficiali della Regia Marina.

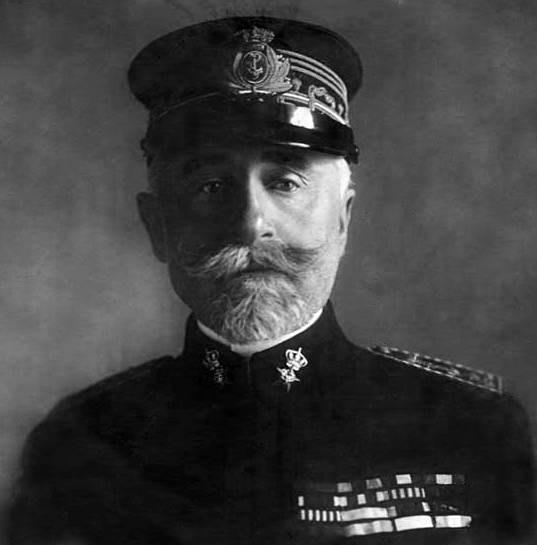
Il grande ammiraglio Paolo Emilio Thaon di Revel, duca del Mare

Il titolo equivalente a quello di Maresciallo d'Italia per gli Ufficiali del Regio Esercito, fu istituito per volere di Benito Mussolini nel 1924, con regio decreto nº 1908 del 4 novembre 1924, per onorare Paolo Thaon di Revel, che nella prima guerra mondiale aveva ricoperto la carica di capo di stato maggiore della Regia Marina e nell'ultimo anno del conflitto quella di Comandante in capo delle forze navali della Regia Marina.
Paolo Emilio Thaon di Revel è stato l'unico ammiraglio a ricevere tale titolo onorifico.
Il distintivo di grado venne istituito con foglio d'ordini del 26 marzo 1925.
Il titolo era omologo a quello di maresciallo d'Italia del Regio Esercito e di maresciallo dell'aria della Regia Aeronautica, titoli tutti abrogati dopo la proclamazione della Repubblica nel 1948.
Il distintivo di grado per paramano di grande ammiraglio della Regia Marina era uguale all'attuale distintivo di grado di ammiraglio quando ricopre la carica di capo di stato maggiore della difesa.
In Sicilia, tra il XIV e il XV secolo, esistette il grado di "Grande ammiraglio", con un'autorità che si estendeva su tutti i corpi marittimi.
Grande ammiraglio, detto anche generale del mare, era il capo delle forze navali del Regno di Napoli.

### Distintivi di grado e bandiera di comando
| Grado                                | Distintivo per controspallina | Distintivo per paramano o braccio | Insegna e onori                   |
| ------------------------------------ | ----------------------------- | --------------------------------- | --------------------------------- |
| Grande ammiraglio (titolo onorifico) |                               |                                   | alla maestra Salve: 19 Squilli: 3 |

## Ospitalieri di San Giovanni di Gerusalemme
Il Grand'ammiraglio ospitaliero era una delle cariche più alte all'interno dell'Ordine Ospitaliero, membro del Gran Consiglio e comandante della flotta dell'Ordine.

## Perù
Nel 1967 il rango di Grande Ammiraglio del Perù (spagnolo: Gran Almirante del Peru) fu assegnato postumo a Miguel Grau Seminario ed è equivalente al rango dell'esercito di Gran Maresciallo del Perù.

## Svezia
Il grado di grande ammiraglio in Svezia è stato assegnato solo due volte: Una volta al principe Carlo (XIII), a cui fu dato il titolo alla nascita e che fu usato da lui come comandante della Regia Marina svedese e una volta per incoronare il principe Oscar (I) come titolo di cortesia per onorare il suo nonno adottivo, il defunto Re Carlo XIII.

## Turchia
Nella Marina turca il titolo di Büyükamiral, che letteralmente significa "grande ammiraglio", viene conferito unicamente dall'Assemblea Nazionale e viene concesso solo a un ammiraglio che ha guidato con successo la vittoria di una grande flotta alla fine di una guerra. Il titolo non è stato mai concesso durante l'epoca repubblicana. Durante il periodo dell'Impero ottomano i comandanti generali della marina turca  avevano il titolo tradizionale di Kapudan-i Derya la carica venne abolita il 13 marzo 1867, anno di fondazione del Ministero della Flotta Ottomana. Da quel momento, fino alla successiva ristrutturazione nel 1877, i comandanti in capo della flotta turca furono solo ministri (al singolare bahriye nazırı), incarico poi ricreato col titolo di donanma komutanı, cioè di "comandante della flotta".
Il grado di Büyükamiral venne istituito dal Governo della Grande assemblea nazionale turca nel 1921 e da allora non è mai stato conferito nella storia della Marina turca.
Il grado nelle forze armate turche è equivalente al Mareșal (maresciallo) dell'esercito e dell'Aeronautica turca.